# せんせいになれません
『せんせいになれません』は、小坂俊史の4コマ漫画作品。竹書房の雑誌『まんがくらぶ』（月刊）で1997年から2018年4月号まで連載された。当初は不定期での掲載だったが、1999年より定期連載に切り替わっている。

## 作品について
元々は『まんがくらぶ』への投稿作で、1997年10月の準月間賞として第4回竹書房漫画新人賞にノミネートされた。
- 舞台 - 市立西の台小学校6年生
- メインキャラクター - 教師7名・生徒2名
- サブキャラクター - 教師13名・生徒79名

## 設定
市立西の台小学校の六年生担当として赴任してきた新任教員である河田一聖と池田清を中心として、絶対にありえないはずなのに、どこか懐かしい、そしてうらやましいと感じさえもする、教師・児童が入り乱れてのめちゃくちゃな小学校生活を描く。
連載当初より、メインとなる6年生の2クラスに在籍する児童79名全員に名前とキャラクター設定がなされており、単行本収録時のおまけページ等で各キャラクターの補完が度々描かれる。

### メインキャラクター紹介
河田一聖（かわだ かずまさ）
市立西の台小学校6-2担任。野球部顧問で監督。小柄で、風貌はとり・みき『遠くへいきたい』の主人公に似ている。授業をいかにしてラクするか、いかに手抜きをするかに情熱を傾ける省エネ教師。実習生時代は5年生を担当。前任者が事故で入院した為の臨時教師だが、いつの間にか定着してしまった。給料の少なさに見合う働きをするために手抜きをすることが座右の銘。基本的に自身が壁になる形で教え子を統制しているが、稀に逆襲されることもある。一方、モンスターペアレントへの応対は意外としっかりしている。学校行事やいたずらなど面白いと思った事には並々ならぬ情熱を傾け、行きつくところまでやる。終盤、伝説の不良教師として全国の不良教師に一目置かれている事が明らかになる。好きなものは漫画、麻雀、酒。嫌いなものは仕事、読売ジャイアンツ。
なお、単行本5巻の登場人物紹介欄では、「河田聖一 （かわだ まさかず）」と誤記されている。
池田清（いけだ きよし）
市立西の台小学校6-1担任。野球部顧問で副監督。長身でメガネをかけており、就寝時も外さない。河田とは大学時代からの同級生。実習生時代は1年生を担当。前任者が逮捕された為の臨時教師が産気づいた為の臨時臨時教師だが、やはりいつの間にか定着。授業の脱線が苦手。致命的にギャンブルの才能がないにもかかわらずギャンブル中毒。河田との麻雀で給料1年分もの借金を背負い、常に機嫌が悪い暴力的教師。借金ゆえに給食が唯一の食糧だが、その給食費すらも払えず常に空腹である。アパートさえ追い出されて学校内に住み着き、教師用の下駄箱に生活物資がすべて入っており、寝起きはロッカーの中。公務員にもかかわらずアルバイトに精を出している。作中、ちょっとした誤解から幾度と無く連行されており、ある時は自分の教え子の父兄がその担当をしたこともある。また、借金取りによる大怪我もしょっちゅう。スキンヘッドにしても直ぐにフサフサになる髪の回復力を誇る。好きなものは漫画、麻雀、酒。嫌いなものは仕事、読売ジャイアンツ。作中では北海道日本ハムファイターズのファンであることがほのめかされている。
和泉なな子（いずみ ななこ）
市立西の台小学校保健室担当。ただし養護教諭の免許状を持たないモグリである。もともとは数学科出身の学級担任職だったが、学級指導が手に負えなくなり保健室へ避難。そのまま養護教諭として働くようになった。さらに最近は本来の音楽担当教諭の寿退職でなんとなく音楽も担当している。治療はでたらめであるため、教員生徒からは「保健室の薬を飲むことはバクチ」と認識されている。河田がベッドによく隠す多数の書籍を勝手に処分したこともある。男子生徒や河田や池田が和泉に対し女性を意識している描写が存在し、女性としての魅力も少なからずあるようだが、性格はかなりズボラでその都度幻滅されている。名前はオフィスユーおよびYOUに連載されていた『研修医なな子』の主人公が元ネタである。
沢口正子（さわぐち まさこ）
市立西の台小学校家庭科担当。週に合計12時間という少ない授業数だが、それをも簡単な料理等でサボる超教師級省エネ教師。もともと家事が苦手だったが、授業をしていくうちに裁縫技術や調理技術を習得。最近では、家庭科準備室を使って喫茶店「喫茶・さわぐち」をオープンしており、生徒をバイトに雇っている。
河田と同期で、麻雀ではメンツ、授業では省エネでいつもピリピリの間柄。体格はきわめて小柄。髪が湿気でゴワゴワになる性質。和泉と比べて太りやすいらしい。
17年後にはメインの4人の中で唯一退職しており、正式にオープンした「喫茶・さわぐち」の店長に収まっている。
藤田則年（ふじた のりとし）
市立西の台小学校5-2担任。河田、池田の研修生時代からの付き合い。真面目でよくいる教師のタイプ。
大学受験を控えている息子がいる。
中年のため、彼の話はあまり生徒が喜ばない。
上4人のツッコミ役で登場。
松長権三（まつなが ごんぞう）
市立西の台小学校校長。学校が全国区に知れ渡らせるのが夢。野球部創立も彼の提案。
竹見節子（たけみ せつこ）
市立西の台小学校1-2担任。河田・池田が教育実習生だった読みきり作品では堂々のレギュラーだった。その後も一般教師代表として度々登場する。男口調のしゃべり方をする。
桃山（ももやま）
池田のクラスの生徒。謎が多く、下の名前すら分からない。誕生日は12月34日。毎回、池田をシュールなボケで悩ませている。小坂作品における「登場位置固定キャラクター」にあたる。
小学生だが、夏休み中借金取りのバイトをしていた。
がまんオリンピックに不眠部門の日本代表に選ばれたことがあった。
ワシントン条約の対象となっている。
彼が出る4コマのタイトルは常に「～～～～～～!!桃山」である（例：「真っ白な気持ちだ!!桃山」「敏感だ!!桃山」など。小坂作品で感嘆符が「!!」で統一される以前は「!」は一つ。統一後も一つの場合がある）。
まんがくらぶ2006年5月号の小冊子で桃山が主役の『桃山にはなれません』が掲載された（単行本6巻収録）。
17年後にも池田のクラスには桃山が在籍している。
田辺順吉（たなべ じゅんきち）
河田のクラスの生徒。体が弱く内科系の持病を持っている。サッカー部所属。
マラソンが得意で校内大会で一番早く完走したが、河田・池田が見ていなかったので優勝にならなかった。
初期はレギュラーキャラ扱いだったが、その他大勢へと転落している。

## 書誌情報
単行本 - 竹書房より「バンブーコミックス」として刊行されている。
1. 2000年12月17日発行 ISBN 4-8124-5449-2
2. 2002年12月17日発行 ISBN 4-8124-5710-6
3. 2004年8月7日発行 ISBN 4-8124-5994-X
4. 2006年8月18日発行 ISBN 4-8124-6485-4
5. 2008年9月20日発行 ISBN 978-4-8124-6878-4 ハルコビヨリ4巻と同時発売。コラボ企画が行われた。
6. 2009年11月21日発行 ISBN 978-4-8124-7183-8
7. 2010年11月20日発行 ISBN 978-4-8124-7472-3
8. 2012年10月20日発行 ISBN 978-4-8124-8004-5
9. 2015年1月10日発行 ISBN 978-4-8019-5067-2
10. 2016年6月7日発売 ISBN 978-4-8019-5543-1
11. 2018年7月11日発行 ISBN 978-4-8019-6297-2

## レギュラー追加ダービー
単行本発売の連動企画として、『まんがくらぶ』2001年1月号で募集された。投票期間は1月号発売から2001年1月1日（消印有効）までのおよそ1か月間であった。
コミックス1巻に収録された生徒名簿を用いて3名連記による投票を行い、トップを獲得した生徒キャラクターを発表（2001年3月号）からレギュラーとするものである。ただし、桃山(6-1)と田辺(6-2)は既にレギュラー扱いのため、また中野・友沢・米良(6-2)の3名は別作品『サイダースファンクラブ』使用キャラクターのため発走除外し総勢74名が対象となった。
結果は以下の通りであった。
1. 宮本千賀子(6-1)
2. 西野靖恵(6-1)
3. 宇津井みどり(6-2)・月山朋絵(6-2)
4. （3位タイ2名のため空席）
5. 東栄司(6-1)

この結果、宮本がレギュラーとなったが、連載が続くにつれ次第にその地位を失いつつある。

## その他
見出しの字体はDTP化以前は写研の｢ファン蘭E｣だったが、2006年のDTP化以降はフォントワークスの｢スキップ｣に代わっている(作者の別作品｢ラジ娘のひみつ｣も同様)。稀に同社の｢キアロ｣が使われる場合もある(7巻･8巻にて確認)。
ページ数は2011年11月号までは回によって4〜6ページと変動があったが、小坂自身が選考する2コマ堂(当作品の2コマ漫画の台詞埋め。)のスタートに伴い、12月号からは5ページとなり、掲載位置も中間に配置されるようになった。2コマ堂が終了した2015年以降は最終回まで4ページだった(ただし最終回は4ページの本編とおまけの1ページの特別構成となった)。
連載終了後はまんがくらぶでの連載は持たなかったが、その後は2020年2月号の『わびれもの』の特別編でゲスト掲載しており、まんがくらぶの最終号の2020年5月号でもゲスト掲載した。